# Даваар
Дава́ар (англ. Davaar Island, гэльск. Eilean Dà Bhàrr) — необитаемый приливный остров в заливе Ферт-оф-Клайд, административно относится к области Аргайл и Бьют, Шотландия, Великобритания.
Остров условно круглой формы, его размеры составляют примерно 1050 на 850 метров, площадь — 0,52 км², наивысшая точка — 115 метров над уровнем моря. Ближайшая земля — полуостров Кинтайр, расположенный в 400 метрах, во время отлива с острова на полуостров можно перейти по ваттам.
С 1449 по 1508 года упоминается в хрониках под названием Sanct Barre. В 1854 году на северной оконечности острова был выстроен маяк, который в 1983 году был полностью автоматизирован. Возле маяка построен небольшой домик, в котором во время Второй мировой войны жили военнослужащие, оберегавшие близлежащий Кэмпбелтаун от немецких подводных лодок; ныне строение сдаётся в аренду отдыхающим. На Давааре обитают дикие овцы, козлы и норки.

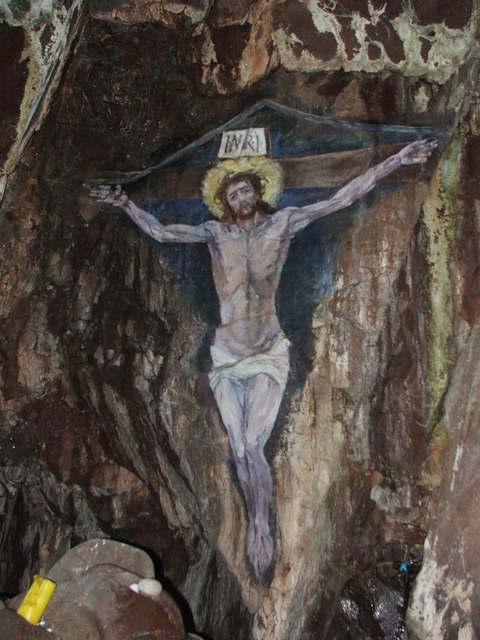
Пещерная картина, Арчибальд Маккиннон, 1887.

Остров интересен тем, что на стене одной из его семи пещер нарисован распятый Иисус Христос в полный рост — эта работа выполнена в 1887 году местным художником Арчибальдом Маккинноном после того, как ему приснился сон, призывающий сделать это. Местные жители поначалу решили, что это сделал сам Бог, а когда узнали настоящего автора произведения, изгнали Маккиннона из своих мест. Это изображение неоднократно подвергалось вандализму, всегда восстанавливалось (в том числе дважды самим автором); последний акт вандализма был зафиксирован в июле 2006 года, когда поверх Иисуса был изображён Че Гевара в красно-чёрных красках.
С 1964 по 2000 год выпускались даваарские почтовые марки: многие туристы желали отправить свои письма именно с этого острова. Почтовая лодка переправляла эту корреспонденцию в ближайшее почтовое отделение, в Кэмпбелтаун, но на штемпеле местом отправки числился остров Даваар.
Население Даваара в 2001 году составляло 2 человека в одном домохозяйстве, в 2011 году на острове не было ни одного постоянного жителя.